# Kamara (Volk)
Die Kamara sind ein Volk in Ghana. Die Kamara leben in Larabanga in einem ca. 10 Meilen langen Gebiet entlang der Straße nach Westen in Richtung Damongo mitten in der Northern Region. Das Siedlungsgebiet der Kamara liegt nahe dem Gebiet der Hanga (nördlich gelegen) sowie dem Gebiet der Safaliba (westlich gelegen).
Einige Angehörige der Kamara sprechen auch die gleichnamige Sprache Kamara, andere Kamara in Mandari sprechen stattdessen Safaliba.